# الراما (پنسیلوانیا)
الراما (به انگلیسی: Elrama) یک منطقهٔ مسکونی در ایالات متحده آمریکا است که در شهرستان واشینگتن، پنسیلوانیا واقع شده‌است. الراما ۳۰۷ نفر جمعیت دارد.